# デフヘヴン
デフヘヴン (英: Deafheaven) は、2010年に結成されたアメリカ合衆国のブラックメタル/ポストメタルバンドである。サンフランシスコを拠点にジョージ・クラークとケリー・マッコイの二人組で活動を開始し、自主制作アルバム『デモ』を共に制作した。デフヘヴンは三人の新しいメンバーを加入させてツアーを開始した。2010年が終わる前には、バンドはデスウィッシュというレーベルと契約を結び、2011年4月にデビューアルバム『ローズ・トゥ・ユダ』を発売。続いて2013年に発売された2ndアルバム『サンベイザー』は各メディアから絶賛され、バンドの地位を確固たるものにした。最新作の3rd『ニュー・バミューダ』はアンタイ・レコードよりリリースされている。
デフヘヴンの音楽スタイルはブラックメタルにポストメタルやシューゲイザーからの影響を混ぜたものであると認識されている。

## 歴史

### 結成と『デモ』 (2010年)
デフヘヴンは2010年2月にヴォーカリストのジョージ・クラークとギタリストのケリー・マッコイによってカリフォルニア州のサンフランシスコで結成された。マッコイは以前はライズ・オブ・カリギュラというグラインドコアバンドで活動していた。ウィリアム・シェイクスピアのソネット集29番に出てくる単語である事は分かっているにも拘わらず、クラークはどうやってデフヘヴンというバンド名に辿り着いたのかよく覚えていないという。「deaf」と「heaven」という二つの単語はスロウダイヴに対するオマージュとして使われたという。
バンドはその時には金銭的余裕が無かったにも拘わらず、ジャック・シャーリーに500ドルを支払って、クラークとマッコイはアトミック・ガーデン・スタジオで2010年4月に題名の無いアルバムを収録した。この時二人はエレキギターを持っておらず、『デモ』はアコースティック・ギターで作られ、スタジオに備えられていた機材を借りて収録した。無題の『デモ』はデジタル・ダウンロードとカセットテープで限定数のみ発売され、伝統的なスクリーモにブラックメタルやポストパンクを混ぜた4曲を入れた。本来は、デフヘヴンは自分達の楽曲を発表する意志は無かったが、彼らは幾つかのお気に入りのブログに送った。『デモ』が前向きに受け容れられた後に、クラークとマッコイはベーシストのデレク・プライン、シューゲイザー・バンドの元Whirlでワーのギタリストのニック・バセット、そしてドラマーのトレヴァー・ディシュライヴァーという三人の追加ミュージシャンを集めて、トレヴァーはクレイグスリストに広告を出し、五人編成のバンドとなり、2010年7月に最初のライヴを始めると表明した。

### デスウィッシュとの契約と『ローズ・トゥ・ユダ』 (2010年–2012年)
デフヘヴンはコンヴァージのヴォーカリストジェイコブ・バノンが設立したレーベル、デスウィッシュと2010年12月に契約したと発表した。デスウィッシュ側からデフヘヴンに接触し、本来は『デモ』をより広い範囲でCDを発売するつもりであった。この時までには、デフヘヴンは新曲を書き終えており、デスウィッシュが『デモ』と新しい楽曲の両方をリリースするのかを尋ねた。デフヘヴンがデスウィッシュから発売した最初の作品は「リバタイン・ディスソルヴズ」と「デラルス」を含んだ7インチのシングルで、この二曲はデフヘヴンの『デモ』から採用された。このシングルは限定生産され、デスウィッシュのサイトから購入した人々にランダムに贈呈された。
彼らのデビューアルバム、『ローズ・トゥ・ユダ』はデスウィッシュから2011年4月に発売された。この題名はデフヘヴンの故郷へのライトレール、N・ユダに由来し、歌詞はクラークの『イヤー・オブ・ザ・サブスタンス・アビューズ・アンド・ディボーチェリー』に関するものである。『ローズ・トゥ・ユダ』はデシベルやRVAマガジンから高い評価を受け、ナショナル・パブリック・ラジオ、ピッチフォーク・メディアやA・V・クラブなどの雑誌やウェブサイトで数年に渡ってリストに載った。MSNミュージックもデフヘヴンを2011年のベスト新人アーティストに指名した。

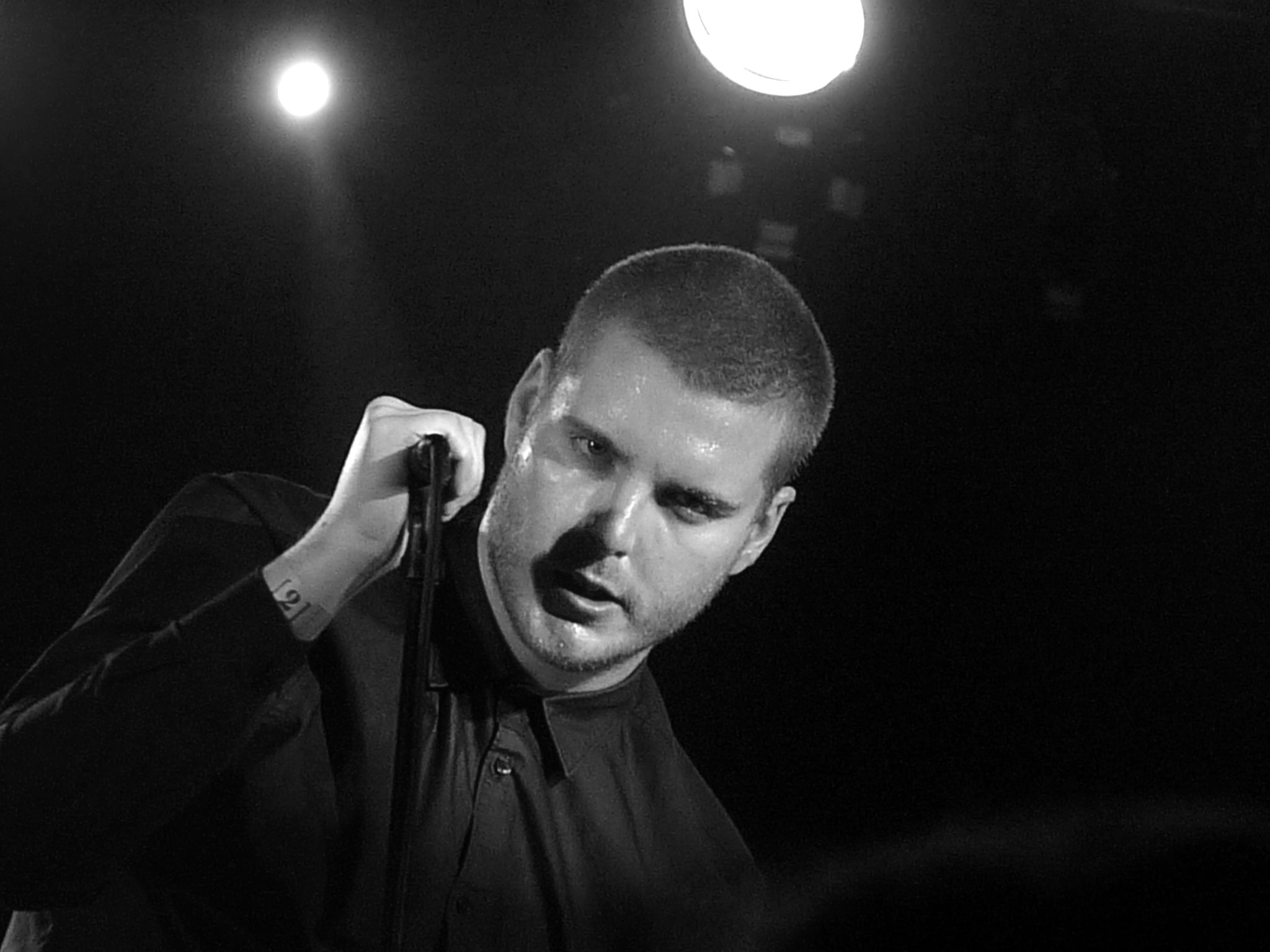
2012年にスペインのバルセロナでライヴを行っているヴォーカリストのジョージ・クラーク

『ローズ・トゥ・ユダ』をプロモートする為に、デフヘヴンは2011年3月にテキサス州オースティンのサウス・バイ・サウスウエストで演奏を行い、同年6月にはカナダのノイズロックバンド、ケンモードと共にツアーを行い、そして7月のカリフォルニアズ・サウンドやフューリー・フェスティバルで、11月にはポストロックのバンド、ロシアン・サークルとツアーを、翌2012年2月にはヨーロッパ・ツアーを行った。デフヘヴンはニューヨークのブルックリンのノースサイド・フェスティバルで行われた2012年中頃のフェスティバルやテキサス州オースティンで開催されたファン・ファン・ファンに参加した。
デスウィッシュのフリー・ライヴ・アルバムの一部として、デフヘヴンは2011年7月に『ライヴ・アット・ザ・ブラックトップ』を発売した。このアルバムにはカリフォルニア州のベルガーデンに在る、元はトラックヤードだった所が事件現場になったザ・ブラックトップで2011年1月15日に行われたライヴ全体が収められた。2012年10月には、デフヘヴンはフレズナー・レコーズからアメリカのブラックメタルのバンド、ボッシュ・ドゥ・ネージュと共にEPを発売した。デフヘヴンはモグワイの「パンク・ロック」と「コーディ」をカヴァーし、シングル・トラックとして発売した。この二曲はモグワイの1999年のアルバム『カム・オン・ダイ・ヤング』に収められていた楽曲である。2012年にも、デフヘヴンは2010年に出していた『デモ』をサージェント・ハウスからリマスターした限定盤のビニール・レコードをリリースした。

### 『サンベイザー』と新作
2011年9月の上旬に、デフヘヴンはEP、或いはフル・アルバムの為の楽曲を作っていたと発表した。この時に、マッコイは『ローズ・トゥ・ユダ』よりも「より早く、より暗く、非常に重くて遥かに実験的な曲になる」と述べていた。しかし、2012年12月には、クラークは彼らの新しいアルバムはメランコリックさやブラックメタルらしさを小さくし、寧ろ「甘美でロック調、ポップ調でさえある」サウンドになったと述べた。『サンベイザー』と名付けられた新しいアルバムはかつての『デモ』がそうだったように、結成当初のメンバーであるクラークとマッコイのみで書かれた。しかし『ローズ・トゥ・ユダ』の時とは異なり、デフヘヴンは五人編成のバンドになっていた。クラークとマッコイは新しいドラマーのダニエル・トレイシーによってスタジオに缶詰になり、トレイシー曰く「既に確立されていた楽曲の骨組みに彼独自のドラム・スタイルを導入した」。アルバムの題名はクラークの完璧主義を反映させている。彼はこのアルバムについて「自然には達成し得ない豊かで美しく完璧な存在や、自分自身の失敗、人間関係の揉め事、家族の問題、死、その他によって処理しなければならない現実への闘争」を象徴とすると述べた。デフヘヴンは2013年1月にジャック・シャーリーと共に『サンベイザー』を収録する為にスタジオに入り、デスウィッシュから同年6月11日に発売した。
『サンベイザー』は発売直後から賞賛された。メタクリティックは100点満点注92点を付けた。
『サンベイザー』はデシベル、ノイズクリープ、ザ・スキニー、スピン、そしてステレオガムによって2013年の期待されるアルバムに指名された。このアルバムは同様にビルボード誌に載ったデフヘヴンの最初の作品となり、ビルボード200で130位にランキングされ、トップ・ヒートシーカーズでは2位になった。
『サンベイザー』のレコーディングに参加していた新しいドラマーのダニエル・トレイシーに加えて、デフヘヴンはベーシストのスティーヴン・クラークやギタリストのシャイヴ・メーラを2013年のツアーの為に加入させた。結成当初からのメンバー、クラークとマッコイはバンドを去った元メンバーについて、生活上の困難や金銭的利益が殆ど無かった事を理由に挙げた。『サンベイザー』を引っ提げてのデフヘヴンの最初のツアーはザ・シークレットと共に2013年4月と5月にヨーロッパとロシアで行われ、その後にマリッジと共に同年6月と7月にアメリカ合衆国で行われた。2014年には、デフヘヴンは1月にオーストラリアで、2月と3月にビトウィーン・ザ・ベリード・アンド・ミーをイントロノートやザ・キンドルドと共にサポートする予定になっている。

## メンバー

### 現在のメンバー
- ジョージ・クラーク – ボーカル (2010年 – 現在)
- ケリー・マッコイ – ギター (2010年 – 現在) 、  ベース (2010年、2012年 – 2013年)
- シャイヴ・メーラ – ギター、バックボーカル、キーボード (2013年 – )[3]
- クリス・ジョンソン – ベース、バックボーカル (2017年 – )
- ダニエル・トレイシー – ドラムス (2013年 – )[3]

### 元メンバー
- ニック・バセット – ギター (2010年7月 – 2012年2月)[39]
- トレヴァー・ディシュライヴァー – ドラムス (2010年7月 – 2011年)
- コリー・セヴァーソン – ドラムス (2011年 – 2012年)
- デレク・プライン – ベース (2010年7月 – 2012年)
- スティーヴン・クラーク – ベース (2013年 – 2017年)[3]

### ツアー・メンバー
- ゲイリー – ギター (2011年)[39]
- ジョエイ – ギター (2011年 – 2012年)[39]
- マイク – ギター (2012年)[39]

## ディスコグラフィー

### スタジオ・アルバム
- 『ローズ・トゥ・ユダ（英語版）』 (2011年)
- 『サンベイザー』 (2013年)
- 『ニュー・バミューダ（英語版）』 (2015年)
- 『オーディナリー・コラプト・ヒューマン・ラブ（英語版）』 (2018年)

### EPとシングル
- デモ（英語版） (2010年)
- "Libertine Dissolves / Daedalus" (2011年)
- Deafheaven / Bosse-de-Nage (2012年)
- From the Kettle Onto the Coil (2014年)

### ライヴ・アルバム
- Live at The Blacktop (2011年)